# Bătălia de la Tripolje
Bătălia de la Tripolje a avut loc în noiembrie 1402 între Despotatul Serbiei și familia rebelă Brankovic. Familia Brankovic, care încerca să preia tronul Serbiei, a intrat în luptă alături de trupele otomane primite de la Suleiman Çelebi, dar a fost învinsă decisiv de Ștefan Lazarevici.
Armata sârbă a lui Lazarevici venise din Principatul Zeta (în prezent, Muntenegru), sprijinită de un nobil local sârb, Đurađ al II-lea din dinastia Balšić, cumnatul despotului.

## Legături externe
- http://fmg.ac/Projects/MedLands/SERBIA.htm